# Vittorio Cadel
Vittorio Cadel (Fanna, 4 ottobre 1884 – Salonicco, 1917) è stato un pittore, poeta e scrittore italiano.
Essendo le sue opere scritte soltanto in friulano, è un autore conosciuto soprattutto nella letteratura della suddetta lingua.

## Opere

### Poesie
- Fueis di Lèria (Foglie di leria)
- Ti ricuarditu? (Ti ricordi?)
- La glesia da la Madone di Strade (La chiesa della Madonna di Strada)
- A messa prima
- Fana
- Matinada (Mattinata)

### Quadri
- Il torment e l'èstase dall'artist ( Il tormento e l'estasi dell'artista)